# Wolcen: Lords of Mayhem
 (janvier 2025).
Si vous disposez d'ouvrages ou d'articles de référence ou si vous connaissez des sites web de qualité traitant du thème abordé ici, merci de compléter l'article en donnant les références utiles à sa vérifiabilité et en les liant à la section « Notes et références ».
Wolcen: Lords of Mayhem est un jeu vidéo de type action-RPG et hack 'n' slash développé et édité par Wolcen Studios, sorti sur Microsoft Windows le 13 février 2020. Le scénario, situé dans un univers de dark fantasy se découpe en trois actes. Les joueurs explorent des lieux générés procéduralement pour combattre des hordes de monstres et collecter du butin.

## Développement
Après une année sans mises à jour, le studio annonce en juin 2024 que le développement s'arrête et que les serveurs multijoueur cesseront de fonctionner le 3 septembre 2024. Finalement, la date est repoussée de deux semaines pour permettre aux joueurs de débloquer un succès. Les serveurs ferment définitivement le 17 septembre.

## Accueil

### Critiques
Wolcen: Lords of Mayhem reçoit des critiques mitigées avec un score de 60 sur 100 sur Metacritic. Il est salué pour avoir séduit les joueurs chevronnés du genre dungeon crawler, tout en offrant une personnalisation des personnages moins restrictive et un accent sur les graphismes de haute qualité[réf. nécessaire]. Les critiques négatives citent en grande partie les bugs majeurs à la sortie,, et son potentiel limité en raison du gameplay dérivé[réf. nécessaire]. Les patchs du studio se concentrent d'ailleurs sur la correction de bugs et le peaufinage global du jeu[réf. nécessaire]. Lords of Mayhem s'est toutefois écoulé à plus d'un million de copies à travers le monde.

### Nominations
- Game Audio Network Guild Awards 2021: Best Music for an Indie Game[9]
- Game Audio Network Guild Awards 2021: Best Audio for an Indie Game[9]
- Game Audio Network Guild Awards 2021: Best Sound Design for an Indie Game[9]
- NAVGTR Awards 2020 : Outstanding Original Dramatic Score, New IP[10]
- NAVGTR Awards 2020 : Best Lighting/Texturing[10]
- TIGA (en) Awards 2021: Best Audio Design[11]
- Pégase 2021 : Meilleur premier jeu vidéo[12]